# Tawang (ort)
Tawang är en ort i Indien.   Den ligger i delstaten Arunachal Pradesh, i den östra delen av landet, 1 400 km öster om huvudstaden New Delhi. Tawang ligger 2 432 meter över havet och antalet invånare är 4 831.
Terrängen runt Tawang är mycket bergig. Runt Tawang är det ganska glesbefolkat, med 43 invånare per kvadratkilometer. Det finns inga andra samhällen i närheten. I omgivningarna runt Tawang växer i huvudsak blandskog.